# Crocidura grandiceps
Crocidura grandiceps es una especie de musaraña (mamífero placentario de la familia Soricidae).

## Distribución geográfica
Se encuentra en Costa de Marfil, Ghana, Guinea, Nigeria y posiblemente también en Camerún.

## Estado de conservación
Se encuentra amenazada por la destrucción, fragmentación y degradación de su hábitat (especialmente en Nigeria y en Ghana).